# Ethelda Bleibtrey
Ethelda Bleibtrey (Waterford, 27 febbraio 1902 – West Palm Beach, 6 maggio 1978) è stata una nuotatrice statunitense.
Vinse tre medaglie d'oro alle Olimpiadi di Anversa nel 1920.
Cominciò a nuotare per recuperare dalla poliomielite che aveva contratto nel 1917.
Nel 1967 è stata inserita nell'International Swimming Hall of Fame.